# اورلاندو گیبونز
اورلاندو گیبونز (به انگلیسی: Orlando Gibbons) (زاده ۲۵ دسامبر ۱۵۸۳ در آکسفورد - درگذشت به ۵ ژوئن ۱۶۲۵ در کانتربوری) شاعر و آهنگساز انگلیسی بود.

## زندگی‌نامه
پس از آنکه گیبونز تحصیل موسیقی را به عنوان یک خواننده کُر در کینگز کالج (کمبریج) به پایان برد، در سال ۱۶۰۴ به نوازندگی ارگ در کلیسای پادشاهی رسید. در ۱۶۲۳ او ارگ‌زن در کلیسای وست‌مینستر لندن شد. به خاطر استعداد شگرفش در نواختن ابزارهای موسیقی، به او لقب «دست‌طلای دوران خود» داده شد.
بیشتر شهرت گیبونز به خاطر قطعه‌سازی‌هایش برای موسیقی مجلسی (به ویژه قطعه‌هایی برای هارپسیکورد) و کارهای آواییش است که برای متن‌های آیین پروتستان نوشته می‌شدند. او همچنین قطعه‌هایی آوایی نامداری با نام جیغ‌های لندن نوشت.
گلن گولد برای گیبونز بالاترین درجه‌ها را قائل بود و بسیاری از آثار او را بازآفرینی کرد.